# Hertugdømmet Jülich
Hertugdømmet Jülich var en stat i det tysk-romerske rige. Det meste af området ligger i nutidens Nordrhein-Westfalen, mens en lille del ligger i Holland.
I Frankerrigets tid var området kendt som Grevskabet Jülichgau. Fra 1081 kaldes området for Grevskabet Jülich. Landet blev et markgrevskab i 1336 og et hertugdømme i 1356.
Hertugdømmet blev besat af Frankrig i 1794. Ved Freden i Lunéville i 1801 blev området formelt afstået til Frankrig.
Ved Wienerkongressen i 1815 erhvervede Preussen størstedelen af området, mens en mindre del gik til den nederlandske provins Limburg.

## Union med Berg
I 1423 fik Jülich og Berg fælles hertug. Området blev herefter ofte kaldt Jülich-Berg.
50°55′N 6°21′Ø / 50.92°N 6.35°Ø